# Echium decaisnei
Echium decaisnei és una espècie de planta herbàcia de la família de les boraginàcies. Com la majoria de les espècies del gènere Echium, són endèmiques de les illes Canàries. Echium decaisnei és un arbust més o menys ramificat amb diverses inflorescències i tenen forma cónica. Es troba representat a l'illa de Gran Canaria per la ssp. decaisnei, i a Lanzarote i Fuerteventura per la ssp. purpuriense Bramw. La corol·la no està comprimida lateralment i és de color blanc amb ratlles blavoses. Les plantes de Lanzarote i Fuerteventura es diferencien per les seves fulles, que són quasi subglabres (quasi sense pèl).
El nom comú amb la que se la coneix és "taginaste blanco". L'epítet específic decaisnei fa referència a Joseph Decaisne (1807-1882), botànic belga, a qui se li va dedicar el nom de l'espècie.